# Route 136 (Québec)
Die Route 136 ist eine Nationalstraße (route nationale) der kanadischen Provinz Québec. Sie verläuft gänzlich auf dem Gebiet der Provinzhauptstadt Québec.
Die Straße beginnt neben dem Aquarium du Québec im Arrondissement Sainte-Foy–Sillery–Cap-Rouge. In einer weiten Schlaufe führt sie zum Ufer des Sankt-Lorenz-Stroms, wobei sie die Pont Pierre-Laporte und die Québec-Brücke unterquert. Es folgt ein über zehn Kilometer langer Abschnitt in nordöstlicher Richtung dem Flussufer entlang, begrenzt durch den steilen Abhang der Colline de Québec. Dieser Abschnitt trägt den Namen Boulevard Champlain. Die Straße erreicht den Rand der Unterstadt und wird zur Rue Dalhousie. Beim alten Hafen wendet sie sich nach Westen, führt als Quai Saint-André am Hauptbahnhof Gare du Palais vorbei, überquert den Rivière Saint-Charles und endet schließlich bei der Autoroute 440.